# 高橋善郎
高橋 善郎/YOSHIRO（たかはし よしろう、1988年7月14日 − ）は、神奈川県川崎市出身の料理研究家。大学卒業後、大手食品メーカー勤務を経て2013年12月に独立。2015年には日本酒学講師の最年少保有者（当時）に認定される。
同じく2015年からは農林水産省と国際協力機構の共催事業にも参画し、国内外で日本食・食文化を発信している。趣味は「スポーツ（トライアスロン）」、「書道」など。「食 × スポーツ」を普及する活動も精力的に行っている。

## 人物

### 来歴
1988年神奈川県生まれ。和食料理人である父の影響で、幼少期から実家の店舗で料理の基礎を学ぶ。
専修大学法学部卒業後、大手食品メーカー、IT会社に勤務しながら、本格的に料理の勉強を始め、調理師免許、きき酒師、ソムリエ（ANSA）、ジュニア野菜ソムリエなど食に関する資格を取得。きき酒師の上位資格である日本酒学講師においては、史上最年少で合格（2015年2月）している。
2013年に祐成陽子クッキングアートセミナーを卒業後、料理研究家として独立。素材の持ち味を活かした和食をベースに、エスニックからイタリアン、オーガニックと幅広いジャンルを得意とする。
和食専門料理教室 / 日本一魚がさばける料理教室「Family」主宰。和食の基本である、だしの取り方、だしを使い素材の味を活かした料理の作り方、魚のさばき方等を中心にレクチャー。
2016年より、動画共有サイト「YouTube」に公式チャンネル「Yoshiro Takahashi丨Online Cooking（オンラインクッキング）」を開設。レシピ（文章）では伝わりづらいポイントや盛り付けのアドバイスなど、料理をもっと楽しく身近に感じてもらえるよう国内外に向けて発信している。
保有資格
日本酒学講師 / 唎酒師（ききさけし） / ソムリエ / ジュニア野菜ソムリエ / ジュニアアスリートフードマイスター / 調理師免許 / 食品衛生責任者 / ビアアドバイザー / おさかなマイスター 

### 趣味
トライアスロン、書道、バスケットボール等、文武両道の幅広い趣味を持つ。
2014年に社会人アスリートチーム「DOUBLE SURVIVOR（ダブルサバイバー）」のメンバーに加入。ハードなスケジュールの合間を縫ってトレーニングを続け、トライアスロンやフルマラソン等、各種大会に年数回エントリーしている。
2017JTUエイジグループトライアスロン・ポイントランキングにおいて「25-29歳男子」クラス総合7位入賞を果たし、2018年9月に開催されるITU世界トライアスロンシリーズグランドファイナル（ゴールドコースト）に日本代表として出場する権利を獲得した。

翌2019年9月に開催されるITU世界トライアスロンシリーズグランドファイナル（ローザンヌ）、2020年に開催されるITU世界トライアスロンシリーズグランドファイナルの日本代表出場権を続けて獲得している。
アスリートとしての実績が評価され、2020年 東京パラリンピックパラ卓球ナショナルチーム 公認アスリートフードコーチに就任。選手と共にメダル獲得に挑む。

#### 大会記録
アイアンマン・ジャパン 北海道 2015 （2015年8月23日開催）
- 総合記録：13時間37分54秒（226km）
  - Swim（3.8km）：1時間21分11秒
  - Bike（180km）：7時間32分18秒
  - Run（42.2km）：4時間29分00秒

軽井沢ハーフマラソン（2016年5月22日開催）
- タイム：1時間24分59秒

第31回 みなと酒田トライアスロンおしんレース（2016年6月12日開催）
- 総合記録：2時間13分57秒
- 総合22位（25-29歳カテゴリー 2位）
  - Swim（1.5km）：27分42秒
  - Bike（40km）：1時間06分09秒
  - Run（10km）： 40分06秒

アイアンマン70.3 合肥（ホーフェイ）（2016年10月16日開催）
- 総合記録：5時間13分44秒（113km）
- 総合345位（25-29歳カテゴリー 20位）
  - Swim（1.9km）：38分36秒
  - Bike（90km）：2時間33分55秒
  - Run（21.1km）：1時間53分57秒

第3回びわ湖トライアスロンIN近江八幡（2017年6月18日開催）
- 総合記録：2時間11分23秒
- 総合36位（25-29歳カテゴリー 3位）
  - Swim（1.5km）：26分57秒
  - Bike（40km）：1時間04分34秒
  - Run（10km）： 39分52秒

第32回 みなと酒田トライアスロンおしんレース（2017年6月25日開催）
- 総合記録：2時間12分21秒
- 総合11位（25-29歳カテゴリー 2位）
  - Swim（1.5km）：26分18秒
  - Bike（40km）：1時間06分11秒
  - Run（10km）： 39分52秒

第23回みやぎ国際トライアスロン 仙台ベイ七ヶ浜大会（2017年7月2日開催）
- 総合記録：2時間25分15秒
- 総合19位（25-29歳カテゴリー 3位）
  - Swim（1.5km）：30分19秒
  - Bike（40km）：1時間11分28秒
  - Run（10km）： 43分28秒

ITUトライアスロンワールドカップ（2017/宮崎）（2017年11月5日開催）
- 総合記録：2時間15分58秒
- 総合40位（25-29歳カテゴリー 2位）
  - Swim（1.5km）：27分12秒
  - Bike（40km）：1時間06分29秒
  - Run（10km）： 40分28秒

第2回 せとうち福山~鞆の浦トライアスロン大会（2018年6月10日開催）
- 総合記録：2時間25分06秒
- 総合18位（30-34歳カテゴリー 1位）
  - Swim（1.5km）：26分46秒
  - Bike（40km）：1時間17分13秒
  - Run（10km）： 41分07秒

第33回 みなと酒田トライアスロンおしんレース（2018年6月24日開催）
- 総合記録：2時間15分43秒
- 総合18位（30-34歳カテゴリー 2位）
  - Swim（1.5km）：27分00秒
  - Bike（40km）：1時間07分06秒
  - Run（10km）： 41分37秒

## 書籍

### レシピ本
- 「魔法のココナッツオイル（e-Mook）」（宝島社）2014年8月7日 ISBN 978-4-8002-2901-4
- 「イケ麺レシピ103」（エイ出版社）2014年8月22日 ISBN 978-4-7779-3331-0
- 「BRUNO（ブルーノ）の絶賛ホットプレートごはん」（宝島社）2015年5月21日 ISBN  978-4-8002-4050-7
- 「ココナッツオイルで健康になる！ (TJMOOK) 」（宝島社）2015年7月16日 ISBN 978-4-8002-4289-1
- 「いつもの小麦が不調の原因！グルテンフリー入門 (TJMOOK) 」（宝島社）2016年2月2日 ISBN 978-4-8002-4992-0
- 「100万人のお墨付き」（主婦の友社）2016年11月28日 ISBN 9784074196807
- 「燃やすおかず つくりおき」（学研プラス）2017年6月2日 ISBN 978-4-05-800787-7
- 「おつかれ。ワインつまみ」（主婦の友社）2017年8月25日 ISBN 978-4-05-800787-7
- 「5人で-90kg！食べてやせるグルメ。」（主婦の友社）2018年6月12日 ISBN 978-4-05-800787-7
- 「奇跡の油 ギー＆バターコーヒーレシピ (TJMOOK) 」（宝島社）2018年8月25日 ISBN 978-4-8002-8663-5
- 「遅く帰った日のきちんと小鍋」（エイ出版社）2018年11月19日 ISBN 978-4-7779-5326-4
- 「やせる腸になりたい！腸内クレンズレシピ」（主婦の友社）2019年2月20日 ISBN 9784074357550

### レシピ掲載
- 「ガスの炎でおいしい楽エコごはん」（講談社）2015年3月21日 ISBN 978-4-06-219376-4
- 「居酒屋まるの千夜一夜物語 上・下」（KADOKAWA/エンターブレイン）2015年4月30日 ISBN 978-4047304208・ISBN 978-4047304376
- 「下ごしらえして焼くだけ! 煮るだけ! だけ! だけ! ごはん」（エイ出版社）2016年3月7日 ISBN 978-4-7779-4001-1
- 「なんにも作りたくない日の10分レシピBEST200」（エイ出版社）2017年01月27日 ISBN 978-4-7779-4466-8
- 「おつかれ。ワインつまみ」（主婦の友社）2017年8月25日 ISBN 9784074263776

## メディア掲載

### 2014年
- yoga JOURNAL（セブン＆アイ出版） 8/9月号
- ELLE a table ONLINE  「フードクリエイター部 第一期生」 料理教室「Family」掲載
- レシピブログmagazine（扶桑社）夏号
- WWDビューティ June 12,2014 vol.318
- Dreamiaサロン（クリナップ運営サイト）「ピックアップサロネーゼ＜特集＞」掲載
- ELLE à table （ハースト婦人画報社）7月号・11月号
- SPRiNG（宝島社）12月号
- saita（セブン＆アイ出版）12月号

### 2015年
- JELLY（ぶんか社）5月号・6月号
- smart（宝島社）5月号
- Dreamiaサロン「予約の取れない自宅教室〜憧れのサロネーゼ〜」掲載
- ドクターのプラスα情報マガジン「PALATTO」（Medicom）エッセイ連載（全4回予定）
- チェリーテラス「e-gohan（いいごはん）」掲載
- yoga JOURNAL日本版特別編集 ヤセる! 美ボディヨガ（セブン＆アイ出版）
- オレンジページCooking 2015 おつまみレシピ（オレンジページ）
- クックパッドmagazine! 誕生号（宝島社）
- ELLE à table（ハースト婦人画報社）9月号・11月号・16/01月号
- オレンジページ（オレンジページ）10/02号・11/02号
- Kai House マガジン vol.22
- saita（セブン＆アイ出版）12月号

### 2016年
- 食べてヤセる!JELLY（ぶんか社）2016年1月7日
- ELLE à table 2016年3月号 No.84（ハースト婦人画報社）2016年2月5日 122頁
- オレンジページ 2016年3/02号（オレンジページ）2016年2月17日 143頁
- ELLE à table 2016年5月号 No.85（ハースト婦人画報社）2016年4月6日 160頁
- オレンジページ 2016年5/02号（オレンジページ）2016年4月16日 130頁
- ELLE à table 2016年7月号 No.86（ハースト婦人画報社）2016年6月6日 168頁
- Tarzan No.699（マガジンハウス）2016年7月7日 78頁
- LEE 2016年9月号（集英社）2016年8月6日 130頁
- ELLE à table 2016年9月号 No.87（ハースト婦人画報社）2016年8月6日 158頁
- ELLE à table 2016年11月号 No.88（ハースト婦人画報社）2016年10月6日 190頁
- 日経MJ（日本経済新聞社）10/24発行 12面
- BAILA 2017年1月号（集英社）2016年12月12日 202頁

### 2017年
- 悩める女子のお役立ちサイト「ALICEY（アリシィー）」インタビュー掲載
- レタスクラブ 2017年2/25号（KADOKAWA / 角川マガジンズ）2017年2月10日 114頁
- ウォータースポーツメディア「かとすい」インタビュー掲載 2017年4月1日
- Tarzan 2017年11/9号 No.729（マガジンハウス）2017年10月26日 81-89頁
- スポーティーライフ 2017年秋号（食品化学新聞社）2017年10月31日 40頁

### 2018年
- 週刊女性 2018年 1/16・23合併号（主婦と生活社） 2018年1月5日 37頁
- スポーティーライフ 2018年冬号（食品化学新聞社）2018年2月7日 44-45頁
- スポーティーライフ 2018年春号（食品化学新聞社）2018年5月7日 30-31頁
- 美人百花 2018年9月号（角川春樹事務所）2018年8月9日 161-163頁
- Triathlon LUMINA 2018年11月号 No.71（セロトーレ）2018年10月2日 22-25頁
- 美人百花 2018年11月号（角川春樹事務所）2018年10月12日 186-191頁

### 2019年
- 美人百花 2019年8月号 No.138（角川春樹事務所）2019年07月12日 154-159頁
- 世田谷ライフmagazine 2019年 No.70（枻出版社）2019年07月26日 34頁 ISBN 978-4-7779-5662-3

## 出演番組

### 2014年
- テレビ朝日「グッドモーニング」出演（8月21日）
- 日本テレビ「ZIP!」出演（9月25日）
- JFNラジオ番組「FACE」「Trend face」コーナー出演

### 2015年
- FOODIES TV「シェアキッチン」♯27・♯28 出演
- 文化放送SPORTSスクエア「SET UP」「男子ごはん」コーナー出演（2月11日）
- 文化放送ライオンズナイター「SET UP！！」出演（4月2日）
- J:COMチャンネル関東「ステキ＋Life」出演（6月8日）
- J:COMチャンネル「食プラス」♯26・♯30・♯33・♯45・♯48・♯50・♯52・♯54・♯57・♯62・♯65・♯67・♯69・♯72・♯75  出演

### 2016年
- J:COMチャンネル「食プラス」♯78・♯81・♯84・♯90・♯93・♯95  出演
- ソニーミュージック「KIDSTONE TV」出演（1月28日）
- BSジャパン「日経モーニングプラス」出演（4月4日・5月23日・6月20日・8月15日・8月29日）
- 日本テレビ「ヒルナンデス！」出演（5月31日）
- ショップチャンネル出演（9月4日）

### 2017年
- ショップチャンネル出演（2月8日・4月25日・9月17日・10月27日）
- 東海テレビ「スイッチ！」出演（10月2日〜毎週月曜日）
- フジテレビ「良かれと思って!」出演（11月1日）
- NHK「あさイチ」出演（11月15日）
- スペースシャワーTV「sumikaのコシカケ」出演（12月11日・18日・25日）

### 2018年
- 東海テレビ「スイッチ！」出演（毎週月曜日〜3月26日）
- ショップチャンネル出演（1月14日）
- NHK「ひるまえほっと」出演（7月9日・20日・9月3日）
- テレビ東京「なないろ日和!」出演（11月27日）

### 2019年
- NHK「ひるまえほっと」出演（6月25日・7月31日）
- テレビ東京「なないろ日和!」出演（2月26日・4月11日）
- テレビ朝日「くりぃむしちゅーのハナタカ！優越館」出演（8月15日）

## セミナー講師
- 日本橋三越「Hajimarino Café（はじまりのカフェ）」セミナー講師
- 日本橋三越「カルチャーサロン 」セミナー講師
- 貝印社主催「魚のおろし方講習〜和包丁を使いこなそう〜」他  セミナー講師
- 伊勢丹新宿本店「オトマナ（OTOMANA）」セミナー講師
- 池袋コミュニティ・カレッジ  セミナー講師
- NHK学園  セミナー講師
- 農林水産省「平成27年度日本食・食文化の世界的普及プロジェクトのうちJICAと連携した日本食・食文化の普及人材の育成」  セミナー講師（開催地：北海道・福岡・パラグアイ・セルビア・バングラデシュ）
- 池袋コミュニティ・カレッジ  セミナー講師
- コトラボ阿佐ヶ谷 by オレンジページ レッスン講師

## レシピ開発
- マルコメ「プラス糀 生しょうゆ糀」
- 白鶴酒造「白鶴 糖質ゼロに合う料理レシピ」
- 白鶴酒造「白鶴 コクと旨みたっぷりの料理の清酒に合う料理レシピ」
- オタフクソース「お好みソースレシピ」
- 麒麟麦酒「キリン おつまみ道場」
- ヤマキ「おだしを味わうお手軽レシピ」
- テーブルマーク「冷凍うどんでお悩み解決キッチン」
- フジッコ「スプーンサラダ・旬をひとさじ、いただきます」
- カリフォルニア･レーズン協会「スポーツアンバサダーBlog」
- Q･B･B「Q･B･B × SPORTS チーズで美味しいアスリートごはん」